# 川西阔蜡瓣花
川西阔蜡瓣花（学名：Corylopsis platypetala var. levis）为金缕梅科蜡瓣花属下的一个变种。

## 扩展阅读
- 維基物種上的相關：川西阔蜡瓣花